# The Grand Tour (album)
| Recensione              | Giudizio |
| ----------------------- | -------- |
| AllMusic                | [ 2 ]    |
| Dizionario del Pop-Rock | [ 3 ]    |
| 24.000 dischi           | [ 4 ]    |

The Grand Tour è un album discografico di Aaron Neville, pubblicato dalla casa discografica A&M Records nell'aprile del 1993.
L'album raggiunse la trentasettesima posizione (9 ottobre 1993) della Chart di Billboard 200.
Due brani compresi nell'album e pubblicati anche in formato singolo si piazzarono nella classifica statunitense di Billboard The Hot 100: Don't Take Away My Heaven (al #56) e The Grand Tour (al #90)

## Tracce
1. Don't Take Away My Heaven – 4:37 (Diane Warren)
2. I Owe You One – 5:31 (Jon Lind, Phil Galdston, Wendy Waldman)
3. Don't Fall Apart on Me Tonight – 4:23 (Bob Dylan)
4. My Brother, My Brother – 4:59 (Bob Thiele Jr., Davey Farager, Phil Roy)
5. Betcha by Golly, Wow – 3:54 (Linda Creed, Thom Bell)
6. Song of Bernadette – 4:02 (Bill Elliott, Jennifer Warnes, Leonard Cohen)
7. You Never Can Tell – 2:53 (Chuck Berry)
8. The Bells – 3:22 (Anna Gordy Gaye, Elgie Stover, Iris Gordy, Marvin Gaye)
9. These Foolish Things – 4:22 (Harry Link, Holt Marvell (Eric Maschwitz), Jack Strachey)
10. The Roadie Song – 4:40 (Aaron Neville)
11. Ain't No Way – 5:00 (Carolyn Franklin)
12. The Grand Tour – 3:17 (Carmol Taylor, George Richey, Norris Wilson)
13. The Lord's Prayer – 1:58 (Alfred Malotte (Albert Hay Malotte))

## Musicisti
Don't Take Away My Heaven
- Aaron Neville - voce
- David Campbell - arrangiamento strumenti ad arco, conduttore strumenti ad arco
- Lee R. Thornburg - arrangiamento strumenti a fiato
- Khris Kellow - arrangiamento cori di sottofondo
- Dean Parks - chitarra
- Fred Tackett - chitarra
- Paul Jackson Jr. - chitarra
- Jim Cox - pianoforte, organo
- Greg Smith - strumento a fiato
- Lee R. Thornburg - strumento a fiato
- Lon Price - strumento a fiato
- Freddie Washington - basso
- Steve Lindsey - drum programming
- Ed Greene - batteria
- Lenny Castro - percussioni
- Alex Brown - accompagnamento vocale, cori
- Billy Valentine - accompagnamento vocale, cori
- Jackie Gouche - accompagnamento vocale, cori
- Jean McClain - accompagnamento vocale, cori
- Khris Kellow - accompagnamento vocale, cori

I Owe You One
- Aaron Neville - voce
- David Campbell - arrangiamento strumenti ad arco, conduttore strumenti ad arco
- Dean Parks - chitarra, mandolino
- Fred Tackett - chitarra
- Jim Cox - pianoforte
- Freddie Washington - basso
- Ed Greene - batteria
- Lenny Castro - percussioni
- Alex Brown - accompagnamento vocale, cori
- Jackie Gouche - accompagnamento vocale, cori
- Jean McClain - accompagnamento vocale, cori

Don't Fall Apart on Me Tonight
- Aaron Neville - voce
- David Campbell - arrangiamento strumenti ad arco, conduttore strumenti ad arco
- Lee R. Thornburg - arrangiamento strumenti a fiato
- Dean Parks - chitarra acustica, chitarra elettrica
- Fred Tackett - chitarra acustica, chitarra elettrica
- Jaydee Mannes - chitarra pedal steel
- Jim Cox - pianoforte, organo
- Greg Smith - strumento a fiato
- Lee R. Thornburg - strumento a fiato
- Lon Price - strumento a fiato
- Nick Lane - strumento a fiato
- Freddie Washington - basso
- Ed Greene - batteria
- Lenny Castro - percussioni
- Alex Brown - accompagnamento vocale, cori
- Carmen Carter - accompagnamento vocale, cori
- Dee Harvey - accompagnamento vocale, cori
- Jackie Gouche - accompagnamento vocale, cori
- Tony (T.A.) Warren - accompagnamento vocale, cori
- Will Wheaton - accompagnamento vocale, cori

My Brother, My Brother
- Aaron Neville - voce
- Cyril Neville - voce aggiunta, accompagnamento vocale, cori
- David Campbell - arrangiamento strumenti ad arco, conduttore strumenti ad arco
- Dean Parks - chitarra
- Paul Jackson Jr. - chitarra
- Jim Cox - pianoforte, organo
- Ernie Watts - sassofono
- M.B. Gordy - campane
- Freddie Washington - basso
- Ed Greene - batteria
- Lenny Castro - percussioni
- Alex Brown - accompagnamento vocale, cori
- Art Neville - accompagnamento vocale, cori
- Carmen Carter - accompagnamento vocale, cori
- Charles Neville - accompagnamento vocale, cori
- Jackie Gouche - accompagnamento vocale, cori
- Jean McClain - accompagnamento vocale, cori

Betcha by Golly, Wow
- Aaron Neville - voce
- David Campbell - arrangiamento strumenti ad arco, conduttore strumenti ad arco
- Dean Parks - chitarra
- Paul Jackson Jr. - chitarra
- Jim Cox - pianoforte, organo
- Alan Eastes - vibrafono
- Freddie Washington - basso
- Ed Greene - batteria
- Lenny Castro - percussioni
- Dee Harvey - accompagnamento vocale, cori
- Dorian Holley - accompagnamento vocale, cori
- Tony (T.A.) Warren - accompagnamento vocale, cori

Song of Bernadette
- Aaron Neville - voce
- Linda Ronstadt - voce
- David Campbell - arrangiamento strumenti ad arco, conduttore strumenti ad arco
- Dean Parks - chitarra
- Jim Cox - pianoforte, organo
- Lenny Castro - percussioni

You Never Can Tell
- Aaron Neville - voce
- Lee R. Thornburg - arrangiamento strumenti a fiato
- Dean Parks - chitarra
- Fred Tackett - chitarra
- Jim Cox - pianoforte
- Greg Smith - strumento a fiato
- Lon Price - strumento a fiato
- Freddie Washington - basso
- Ed Greene - batteria
- Lenny Castro - percussioni
- Alex Brown - accompagnamento vocale, cori
- Carmen Carter - accompagnamento vocale, cori
- Dee Harvey - accompagnamento vocale, cori
- Jackie Gouche - accompagnamento vocale, cori
- Tony (T.A.) Warren - accompagnamento vocale, cori
- Will Wheaton - accompagnamento vocale, cori

The Bells
- Aaron Neville - voce
- Dean Parks - chitarra
- Paul Jackson Jr. - chitarra
- Jim Cox - pianoforte, organo
- Alan Estes - vibrafono
- Greg Smith - strumento a fiato
- Lee R. Thornburg - strumento a fiato
- Lon Price - strumento a fiato
- Nick Lane - strumento a fiato
- Freddie Washington - basso
- Ed Greene - batteria
- Lenny Castro - percussioni
- Alfie Silas - accompagnamento vocale, cori
- Edna Wright - accompagnamento vocale, cori
- Peggi Blu - accompagnamento vocale, cori

These Foolish Things
- Aaron Neville - voce
- Mort Lindsey - arrangiamento strumenti ad arco, conduttore strumenti ad arco
- Dean Parks - chitarra
- Jim Cox - pianoforte, organo
- Plas Johnson - sassofono
- Chuck Berghofer - basso
- John Guerin - batteria

The Roadie Song
- Aaron Neville - voce
- Lee R. Thornburg - arrangiamento strumenti a fiato
- Dean Parks - chitarra
- Paul Jackson Jr. - chitarra
- Jim Cox - pianoforte
- Art Neville - organo
- Charles Neville - sassofono
- Lee R. Thornburg - strumento a fiato
- Nick Lane - strumento a fiato
- Freebo - tuba
- Freddie Washington - basso
- Ed Greene - batteria
- Lenny Castro - percussioni
- Ajay Mallery - snare drum
- Alfie Silas - accompagnamento vocale, cori
- Art Neville - accompagnamento vocale, cori
- Charles Neville - accompagnamento vocale, cori
- Cyril Neville - accompagnamento vocale, cori
- Edna Wright - accompagnamento vocale, cori
- Peggi Blu - accompagnamento vocale, cori

Ain't No Way
- Aaron Neville - voce
- Lee R. Thornburg - arrangiamento strumenti a fiato
- Dean Parks - chitarra
- Paul Jackson Jr. - chitarra
- Jim Cox - pianoforte, organo
- Greg Smith - strumento a fiato
- Lee R. Thornburg - strumento a fiato
- Lon Price - strumento a fiato
- Nick Lane - strumento a fiato
- Freddie Washington - basso
- Ed Greene - batteria
- Lenny Castro - percussioni
- Alex Brown - accompagnamento vocale, cori
- Jackie Gouche - accompagnamento vocale, cori
- Jean McClain - accompagnamento vocale, cori

The Grand Tour
- Aaron Neville - voce
- David Campbell - arrangiamento strumenti ad arco, conduttore strumenti ad arco
- Dean Parks - chitarra acustica
- Fred Tackett - chitarra acustica
- Jaydee Mannes - chitarra pedal steel
- Jim Cox - pianoforte, organo
- Freddie Washington - basso
- Ed Greene - batteria
- Alex Brown - accompagnamento vocale, cori
- Jackie Gouche - accompagnamento vocale, cori
- Jean McClain - accompagnamento vocale, cori

The Lord's Prayer
- Aaron Neville - voce
- Jim Cox - pianoforte elettrico wurlitzer
- Alex Brown - accompagnamento vocale, cori
- Carmen Carter - accompagnamento vocale, cori
- Jackie Gouche - accompagnamento vocale, cori

Note aggiuntive
- Steve Lindsey - produttore
- David Anderle - produttore esecutivo
- Julie Larson - coordinatore della produzione
- Registrazioni effettuate a: Oceanway di Los Angeles (California); Saturn Sound di Studio City (California); House of Soul; New Orleans Recording Company di New Orleans
- Gabe Veltri - ingegnere delle registrazioni
- Dominique Schafer, Enrico De Paoli, Jim Champagne, John Hendrickson - assistenti ingegnere delle registrazioni
- Mixato al Bill Schnee Studios di North Hollywood, California da Bill Schnee
- Masterizzato al The Mastering Lab di Los Angeles, California da Doug Sax
- Chuck Beeson - art direction (grafica) e design album
- Jean Krikorian - design album
- Diego Uchitel - fotografia[9]